# Гелиос (футбольный клуб)
«Гелиос» (укр. «Геліос») — украинский футбольный клуб из города Харькова.
Основан в 2002 году. В 2003—2018 годах имел профессиональный статус. Победитель Второй лиги в сезоне 2004/05. С 2005 года на протяжении тринадцати сезонов подряд выступал в Первой лиге. Высшим достижением клуба является четвёртое место в Первой лиге в сезоне 2016/17. В 2019 году выступал в Чемпионате Харькова, проводил матчи на стадионе «Восток».
Цвета клуба — красно-чёрные.

## История
Футбольный клуб «Гелиос» создан 1 декабря 2002 года в городе Харькове. Инициатор создания команды — предприниматель Александр Гельштейн.
Первым соревнованием для клуба стал «Турнир выпускников ХАИ» 2003 года, который проходил в Харьковском аэрокосмическом университете. Дебютант занял призовое третье место.
Первыми официальными турнирами для «Гелиоса» были Чемпионат Харьковской области и Любительский чемпионат Украины, который в то время носил название Чемпионат Украины среди коллективов физкультуры и спортивных клубов.
С 20 апреля по 2 июля 2003 года «Гелиос» принял участие в групповом турнире Любительского чемпионата Украины. Харьковчане заняли первое место в третьей группе, опередив ФК «Черкассы» по лучшей разности мячей, подтвердив серьёзность своих намерений выступать на профессиональном уровне.
26 апреля 2003 года стартовал очередной чемпионат Харьковской области среди команд высшей лиги. В нём «Гелиос» успел сыграть 15 игр, в тринадцати из них победил при одной ничьей и одном поражении. «Солнечные» были вынуждены покинуть соревнование, будучи безоговорочным лидером — 40 очков, разность мячей 45:12.
В июле 2003 года решением Совета ПФЛ «Гелиос» получил профессиональный статус и стал участником группы «В» второй лиги. Первый матч во Второй лиге Украины команда провела дома на стадионе ХТЗ 2 августа 2003 года против ровеньковского «Авангарда». Матч закончился со счётом 1:1. Дебютный сезон для «солнечных» был удачным: коллектив закрепился в середине турнирной таблицы, заняв шестое место из 16 команд.
Свой второй сезон на профессиональном уровне «Гелиос» начал 24 июля 2004 года под руководством заслуженного тренера Украины Игоря Надеина. Коллектив уверенно одолевал турнирную дистанцию, одержав 15 побед подряд. За три тура до завершения первенства «Гелиос» досрочно получил пропуск в Первую лигу, победив «Днепр» на Центральном стадионе Черкасс. По итогам турнира команда одержала 25 побед при двух ничьих и одном поражении, набрав 77 очков. Эти показатели были наилучшими во всех трёх группах Второй лиги. Команда также забила больше всего мячей среди всех команд лиги — 68.
В июле 2005 года главным тренером команды стал Владимир Шеховцов. 30 июля харьковчане стартовали в дебютном для клубе чемпионате среди команд Первой лиги. 27 сентября исполняющим обязанностей главного тренера клуба стал Ростислав Лысенко. Под его руководством «солнечные» в первом круге чемпионата провели 9 игр, в которых проиграли лишь один раз — во Львове с минимальным счётом 0:1 уступили «Карпатам». В восьми других матчах команда одержала 4 победы и 4 матча завершила вничью. По итогам первого круга клуб-дебютант набрал 23 очка и занял десятое место. 29 ноября 2005 года Ростислав Лысенко утверждён на должности главного тренера команды. В сезоне Первой лиги 2005/06, провалив финиш первенства (шесть поражений подряд), подопечные к тому времени уже бывшего главного тренера клуба Р. Лысенко завершили турнир на двенадцатой строчке турнирной таблицы.
1 июля 2006 года президент клуба Александр Гельштейн представил коллективу нового главного тренера. Им стал 36-летний Александр Севидов, в тренерском послужном списке которого есть бронзовая награда чемпионата Украины 2002/03, которую он выиграл с донецким «Металлургом». «Гелиос» удачно начал шестнадцатое первенство: в девяти стартовых матчах команда одержала шесть побед и находилась на вершине турнирной таблицы, а её бомбардир Сергей Зелди был привлечён в молодёжную сборную. Спурт на старте завершился провалом перед зимним перерывом, и всё же весной харьковчанам удалось выровнять ситуацию и завершить турнир на седьмом месте.
В начале сезона 2007/08 новым-старым главным тренером был назначен заслуженный тренер Украины Игорь Надеин, которого в декабре 2007 года сменил Юрий Погребняк. Команда завершила сезон на 14 месте.
Сезон 2008/09 команда провела ещё более неудачно — 15 место. Место Погребняка занял Шеховцов, который в свою очередь уступил место Кандаурову. Кроме того, команда была лишена стадиона «Динамо», на котором выступала с 2006 года. На «Динамо» стал играть ФК «Харьков». Из-за этого «Гелиос» в сезоне 2008/09 принимал своих соперников в Краснокутске на стадионе «Газовик». В связи с этим был приобретён и отреставрирован стадион, названный «Гелиос-Арена», на котором команда выступала в 2009—2012 годах.
В сезоне 2009/10 команда заняла 10-е место, хотя после первого круга входила в тройку лидеров. Второй круг клуб провалил — лишь 4 победы и 4 ничьих, при 9 поражениях. В сезоне 2011/12 команда заняла 9-е место в Первой лиге.
С августа 2012 года до июня 2017 года «Гелиос» проводил домашние матчи на стадионе «Солнечный», а «Гелиос-Арена» была тренировочной базой клуба.
В апреле 2015 года исполняющим обязанности главного тренера назначен Сергей Сизихин, который до этого с 2012 года был старшим тренером второй команды клуба — «Гелиос-Академии». Под его руководством «Гелиос» завершил сезон 2014/15 на 7 месте, что стало повторением клубного рекорда 2006/07 годов.
В сезоне 2015/16 «Гелиос» занял 5 место в Первой лиге. Отставание команды от второго места составило всего 4 очка, а от «бронзы» — лишь 3 очка. Особенно успешной была игра команды в защите: меньше голов за сезон пропустил только один клуб — победитель Первой лиги кропивницкая «Звезда». «Гелиосу» также удалось провести самую продолжительную среди всех команд лиги серию игр без поражений — 9 матчей. В 1/16 финала Кубка Украины команда благодаря голу Игоря Чередниченко победила премьер-лиговскую «Говерлу», выйдя в 1/8 финала, где уступила будущему финалисту луганской «Заре». Таким образом, этот сезон стал для «Гелиоса» лучшим за все предыдущие годы выступлений как в чемпионате, так и в Кубке Украины.
Сезон 2016/17 подопечные Сергея Сизихина начали очень удачно, одержав в 7 стартовых турах Первой лиги 5 побед при двух ничьих и ни разу не уступив соперникам. Как и в предыдущем чемпионате, отличалась надежностью защита команды. В 34 матчах первенства команда пропустила всего 22 мяча, что стало вторым результатом после победителя лиги «Ильичевца», пропустившего на 1 гол меньше. При этом игра «Гелиоса» в нападении была не настолько результативной, и команда не смогла выполнить задание-максимум на сезон. Однако 4 место, занятое «Гелиосом» по результатам сезона, стало лучшим достижением клуба за всю его историю.
В 2016—2018 годах руководство клуба неоднократно оглашало планы выйти в Премьер-лигу. С этой целью «Гелиос» в эти годы дважды подавал в комитет ФФУ документы на аттестацию по требованиям Премьер-лиги и оба раза успешно её проходил.
В сезоне 2017/18 домашней ареной команды после пятилетнего перерыва вновь стал клубный стадион «Гелиос-Арена», расположенный в Новобаварском районе Харькова в местности Липовая Роща. Первую часть сезона команда завершила на шестом месте с пятиочковым отставанием от третьего места, дающего возможность сыграть стыковые матчи за место в Премьер-лиге. В декабре 2017 года Сергея Сизихина на посту главного тренера команды сменил Игорь Рахаев. В январе 2018 года стало известно, что «Гелиос» стал одним из 5 клубов Первой лиги, подавших заявки на аттестацию для участия в Премьер-лиге. После неудачного начала второй части чемпионата (в пяти матчах «Гелиос» потерпел три поражения, причем все три — от команд из нижней части турнирной таблицы), 13 апреля 2018 года тренерский штаб Рахаева был отправлен в отставку. После этого главным тренером стал Анатолий Серёгин, его ассистентом — Виталий Комарницкий, руководившие до этого молодёжными командами клуба — «Гелиос-Академией» и «Гелиосом» U-19.
В июле 2018 года «Гелиос» сменил название на ФК «Кобра», а новым собственником и президентом клуба вместо Александра Гельштейна должен был стать Сергей Ващенко, но в итоге из-за нерешённых финансовых вопросов владельцем так и остался Гельштейн.
15 августа 2018 стало известно, что ФК «Кобра» снимается с розыгрыша Первой лиги. 23 августа того же года по решению КДК ФФУ команда была исключена из состава участников Первой лиги, а результаты матчей с её участием аннулированы.

## Статистика выступлений
| Сезон | Соревнование                   | Этап, группа          | Место | Игры | В  | Н | П | РМ    | Очки | Главный тренер |
| 2003  | Чемпионат Харьковской области  | Первый круг           |       | 15   | 13 | 1 | 1 | 45−12 | 40   | В.Васильев     |
| 2003  | Любительский чемпионат Украины | Первый этап, группа 3 |       | 8    | 6  | 1 | 1 | 15−3  | 19   | В.Васильев     |

| Сезон   | Чемпионат Украины | Чемпионат Украины | Чемпионат Украины | Чемпионат Украины | Чемпионат Украины | Чемпионат Украины | Чемпионат Украины | Чемпионат Украины | Кубок Украины | Главные тренеры                   | Лучшие бомбардиры (количество голов) |
| Сезон   | Лига              | Место             | Игры              | В                 | Н                 | П                 | РМ                | Очки              | Кубок Украины | Главные тренеры                   | Лучшие бомбардиры (количество голов) |
| 2003/04 | Вторая Группа «В» | 6                 | 30                | 15                | 7                 | 8                 | 41−32             | 52                | 1/32          | Р.Морозов, В.Крячко               | А.Тарасенко (12)                     |
| 2004/05 | Вторая Группа «В» |                   | 28                | 25                | 2                 | 1                 | 64−18             | 77                | 1/32          | И.Надеин                          | С.Кандауров (18)                     |
| 2005/06 | Первая            | 12                | 34                | 12                | 8                 | 14                | 26−35             | 44                | 1/32          | В.Шеховцов, Р.Лысенко             | С.Кандауров (10)                     |
| 2006/07 | Первая            | 7                 | 36                | 17                | 7                 | 12                | 45−36             | 58                | 1/32          | К.Пахомов, А.Севидов              | С.Зелди (7)                          |
| 2007/08 | Первая            | 14                | 38                | 13                | 8                 | 17                | 31−41             | 47                | 1/16          | И.Надеин, В.Шеховцов, Ю.Погребняк | А.Лебединец (10)                     |
| 2008/09 | Первая            | 15                | 32                | 8                 | 6                 | 18                | 28−44             | 30                | 1/16          | Ю.Погребняк, С.Кандауров          | Д.Витер (7)                          |
| 2009/10 | Первая            | 10                | 34                | 12                | 10                | 12                | 42−47             | 46                | 1/32          | С.Кандауров                       | А.Тарасенко (7)                      |
| 2010/11 | Первая            | 15                | 34                | 10                | 10                | 14                | 31−44             | 40                | 1/32          | С.Кандауров, Р.Покора, В.Шеховцов | А.Тарасенко (8)                      |
| 2011/12 | Первая            | 9                 | 34                | 13                | 9                 | 12                | 54−46             | 48                | 1/32          | В.Шеховцов                        | В. Расков (13)                       |
| 2012/13 | Первая            | 10                | 34                | 12                | 13                | 9                 | 33−21             | 49                | 1/16          | В.Шеховцов, А.Чанцев, С.Есин      | С.Герасимец (8)                      |
| 2013/14 | Первая            | 9                 | 30                | 10                | 11                | 9                 | 29−35             | 41                | 1/32          | С.Есин                            | Р.Качур (12)                         |
| 2014/15 | Первая            | 7                 | 30                | 12                | 8                 | 10                | 30−25             | 44                | 1/16          | С.Есин, С.Сизихин                 | С.Кравченко (9)                      |
| 2015/16 | Первая            | 5                 | 30                | 13                | 12                | 5                 | 33−24             | 51                | 1/8           | С.Сизихин                         | И.Луценко (5)                        |
| 2016/17 | Первая            | 4                 | 34                | 16                | 10                | 8                 | 31−22             | 58                | 1/32          | С.Сизихин                         | С.Лобойко, Р.Ивашко (по 6)           |
| 2017/18 | Первая            | 9                 | 34                | 14                | 4                 | 16                | 35−46             | 46                | 1/16          | С.Сизихин, И.Рахаев, А.Серёгин    | С.Кравченко, А.Козлов (по 9)         |

| Лига   | Количество сезонов | Игры | В   | Н   | П   | РМ      | Очки |
| Первая | 13                 | 434  | 162 | 116 | 156 | 448−466 | 602  |
| Вторая | 2                  | 58   | 40  | 9   | 9   | 105−50  | 129  |
| Всего  | 15                 | 492  | 202 | 125 | 165 | 553−518 | 731  |

## Достижения
Первая лига Украины 
- 4  место (1 раз): 2016/17

 Вторая лига Украины 
- Чемпион (1 раз): 2004/05 (Группа В)

 Кубок Украины 
- 1/8  финала (1 раз): 2015/16

## Рекорды
Командные рекорды
Крупнейшие победы:
- в Первой лиге — 5:0 ФК «Харьков» (22.09.2009, Харьков);
- во Второй лиге — 6:0 «Горняк-спорт» (10.10.2004, Харьков);
- в Кубке Украины — 3:0 «Олимпик» Донецк (22.08.2012, Харьков);
- в Любительском чемпионате Украины — 4:0 ФК «Нежин» (18.06.2003, Харьков);
- в Чемпионате Харьковской области — 7:0 «Факел» Красноград (10.06.2003, Красноград).

Крупнейшие поражения:
- в Первой лиге — 0:5 «Десна» (19.05.2018, Чернигов);
- во Второй лиге — 0:3 «Металлург-2» Запорожье (28.09.2003, Харьков);
- в Кубке Украины — 0:2 «Металлист» (10.08.2003, Харьков), 1:3 «Таврия» (7.08.2004, Харьков);
- в Любительском чемпионате Украины — 0:2 «Днепр» Черкассы (11.06.2003, Черкассы).

Наиболее результативные ничьи:
- в Первой лиге — 3:3 (0:1, 2:1, 2:2, 3:2, 3:3) ФК «Львов» (19.10.2009, Харьков);
- во Второй лиге — 2:2 (0:2, 2:2) «Металлург-2» Запорожье (23.10.2004, Запорожье);
- в Кубке Украины — 2:2 (0:1, 1:1, 1:2, 2:2; 3:0 по пен.) «Сталь» Днепродзержинск (08.08.2007, Харьков).

Наиболее результативные матчи:
- в Первой лиге — 3:4 (0:1, 3:1, 3:4) «Крымтеплица» (05.11.2011, Молодежное);
- во Второй лиге — 3:4 (0:1, 1:1, 1:3, 3:3, 3:4) «Ильичёвец-2» (31.05.2004, Мариуполь).

Индивидуальные рекорды
По состоянию на 21 мая 2018 года
| № | Игрок               | Период выступлений   | Матчи |
| - | ------------------- | -------------------- | ----- |
| 1 | Александр Тарасенко | 2004−2012            | 251   |
| 2 | Сергей Лобойко      | 2010−2012, 2014−2018 | 197   |
| 3 | Александр Лебединец | 2003−2009            | 193   |
| 4 | Александр Качоренко | 2004−2011            | 179   |
| 5 | Сергей Борзенко     | 2009−2013            | 137   |
| 6 | Денис Сидоренко     | 2011−2014, 2016−2018 | 124   |
| 7 | Игорь Луценко       | 2014−2018            | 123   |
| 7 | Виталий Субочев     | 2014−2018            | 123   |
| 9 | Сергей Кравченко    | 2014−2018            | 113   |

| № | Игрок               | Период выступлений | Голы | Матчи |
| - | ------------------- | ------------------ | ---- | ----- |
| 1 | Александр Тарасенко | 2004−2012          | 51   | 251   |
| 2 | Сергей Кандауров    | 2004−2006          | 28   | 49    |
| 3 | Сергей Кравченко    | 2014−2018          | 27   | 113   |
| 4 | Александр Лебединец | 2003−2009          | 25   | 193   |
| 5 | Виктор Расков       | 2011−2013          | 20   | 70    |
| 6 | Руслан Качур        | 2011−2014          | 20   | 74    |

## Президенты
Александр Гельштейн — с декабря 2002 года.

## Тренеры
По состоянию на 21 мая 2018 года
| Лига   | Тренер             | Годы                              | Игры | В  | Н  | П  | РМ     | Очки | % набраных очков |
| ------ | ------------------ | --------------------------------- | ---- | -- | -- | -- | ------ | ---- | ---------------- |
| Первая | Сергей Сизихин     | 2015−2017                         | 101  | 47 | 29 | 25 | 105−78 | 170  | 56               |
| Первая | Александр Севидов  | 2006−2007                         | 37   | 17 | 7  | 13 | 46−38  | 58   | 52               |
| Первая | Константин Пахомов | 2006                              | 2    | 1  | 0  | 1  | 1−2    | 3    | 50               |
| Первая | Ростислав Лысенко  | 2005−2006                         | 24   | 9  | 7  | 8  | 20−18  | 34   | 47               |
| Первая | Сергей Есин        | 2012, 2013−2015                   | 62   | 22 | 19 | 21 | 67−64  | 85   | 46               |
| Первая | Владимир Шеховцов  | 2005, 2007, 2009, 2010, 2011−2012 | 88   | 30 | 29 | 29 | 103−95 | 119  | 45               |
| Первая | Сергей Кандауров   | 2009−2010                         | 54   | 17 | 15 | 22 | 59−74  | 66   | 41               |
| Первая | Роман Покора       | 2010−2011                         | 13   | 4  | 4  | 5  | 14−18  | 16   | 41               |
| Первая | Игорь Рахаев       | 2018                              | 5    | 2  | 0  | 3  | 3−7    | 6    | 40               |
| Первая | Юрий Погребняк     | 2008−2009                         | 43   | 14 | 4  | 25 | 40−59  | 46   | 36               |
| Первая | Игорь Надеин       | 2007                              | 13   | 2  | 5  | 6  | 9−15   | 11   | 28               |
| Первая | Анатолий Чанцев    | 2013                              | 4    | 1  | 0  | 3  | 5−6    | 3    | 25               |
| Первая | Анатолий Серёгин   | 2018                              | 6    | 0  | 0  | 6  | 2−16   | 0    | 0                |
| Вторая | Игорь Надеин       | 2004−2005                         | 29   | 25 | 2  | 2  | 65−21  | 77   | 89               |
| Вторая | Ринат Морозов      | 2003−2004                         | 14   | 8  | 3  | 3  | 26−18  | 27   | 64               |
| Вторая | Валентин Крячко    | 2003−2004                         | 17   | 7  | 4  | 6  | 15−16  | 25   | 49               |
| Любит. | Валерий Васильев   | 2003                              | 23   | 19 | 2  | 2  | 60−15  | 59   | 86               |

## Инфраструктура

### Стадионы
В сезоне 2017/18 домашним стадионом клуба являлась «Гелиос-Арена». Она принадлежит «солнечным» с 2009 года, в 2009—2012 годах принимала домашние матчи «Гелиоса», после чего выполняла функции клубной тренировочной базы.
С августа 2012 года по июнь 2017 года «Гелиос» принимал своих соперников на стадионе «Солнечный», построенном в 2011 году.
В сезонах 2006/07 и 2007/08 домашней ареной клуба был харьковский стадион «Динамо».
Кроме того, команда провела две домашние игры (в 2005 и 2015 годах) на самом вместительном стадионе Харькова — ОСК «Металлист». Также «Гелиос» играл домашние матчи в Харькове на стадионах ХТЗ (в 2003—2006 годах) и «Арсенал-Спартак» (в 2003—2005 и 2007 годах) и в Харьковской области на стадионах «Металлург» (Ковшаровка, 2005 год) и «Газовик» (Краснокутск, сезон 2008/09).

### «Гелиос-Академия»
Название «Гелиос-Академия» носят вторая команда клуба и детская академия «солнечных».
Детская академия при футбольном клубе «Гелиос» начала свою работу 1 сентября 2007 года. В сентябре 2008 года академия первой на Украине начала производить прием детей, начиная с 4-летнего возраста. На данный момент в академии «Гелиоса» на совершенно бесплатной основе обучается порядка 400 детей. Занятия проходят на базе стадиона «Восток». В академии работает девять тренеров высшей квалификации, пять из которых имеют соответствующие тренерские лицензии Федерации футбола Украины. «Гелиос-Академия» представлена всеми возможными шестью возрастами в первенстве Харькова. Кроме того, две команды академии — U-15 и U-17 — отстаивают честь «Гелиоса» в первенстве Детско-юношеской футбольной лиги страны.
В январе 2011 года под крыло детской академии перешла вторая клубная команда, образованная в 2005 году. Сменив свое название с «Гелиос-2» на «Гелиос-Академия», она и её дублирующий (молодежный) состав выступают в первенстве Харьковской области.

### Отдел продажи атрибутики
Для распространения своей атрибутики клубом был создан специализированный отдел продажи атрибутики и сувениров ФК «Гелиос». Отдел находился в торговом доме «Пиротехника» по адресу г. Харьков, ул. Шевченко, 198 (ст. м. «Киевская»).